# VfL Osnabrück
VfL Osnabrück este un club de fotbal din Osnabrück , Germania care evoluează în 3. Liga.